# Fritz Huber (Konstrukteur)

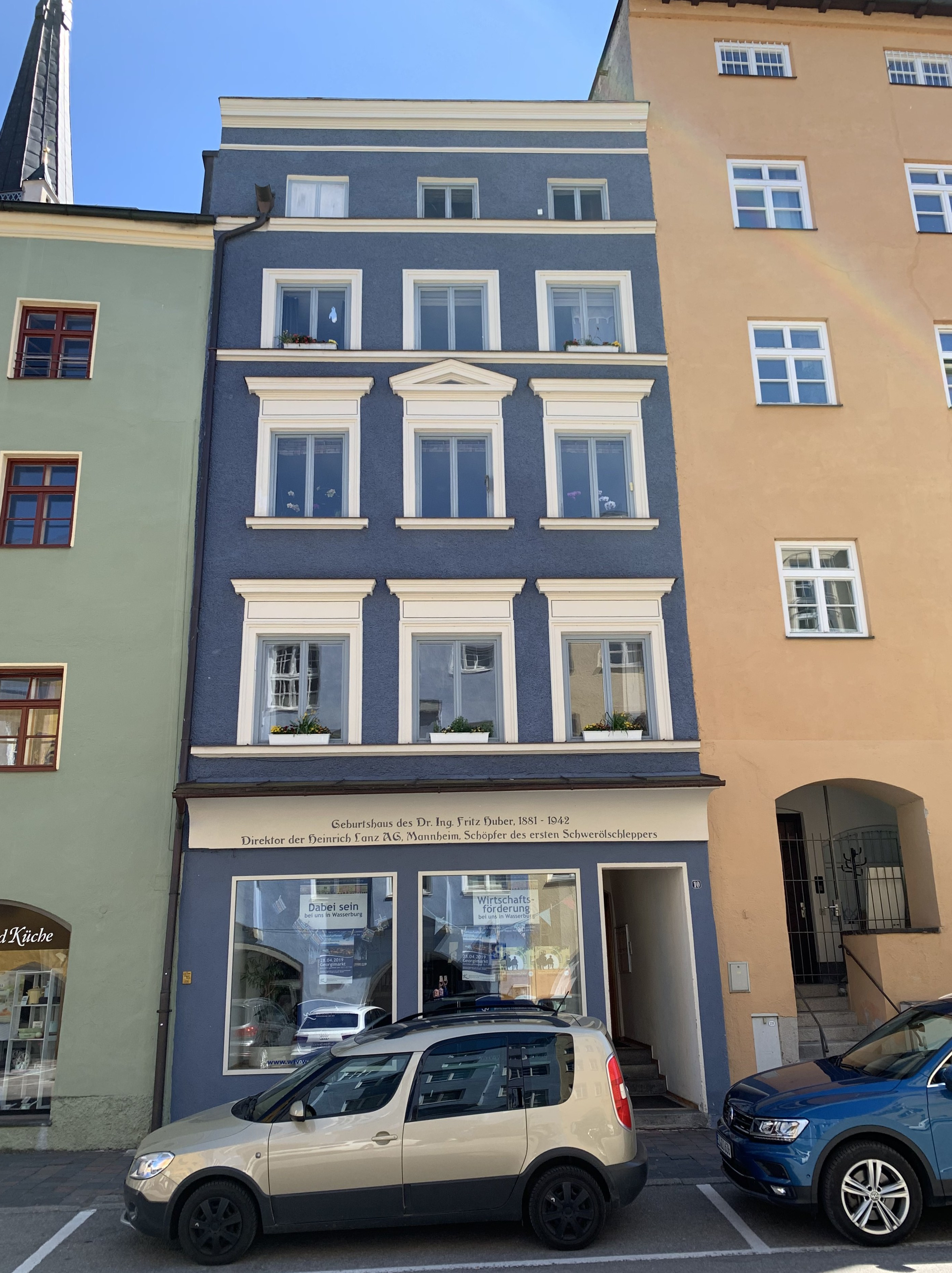
Geburtshaus von Fritz Huber

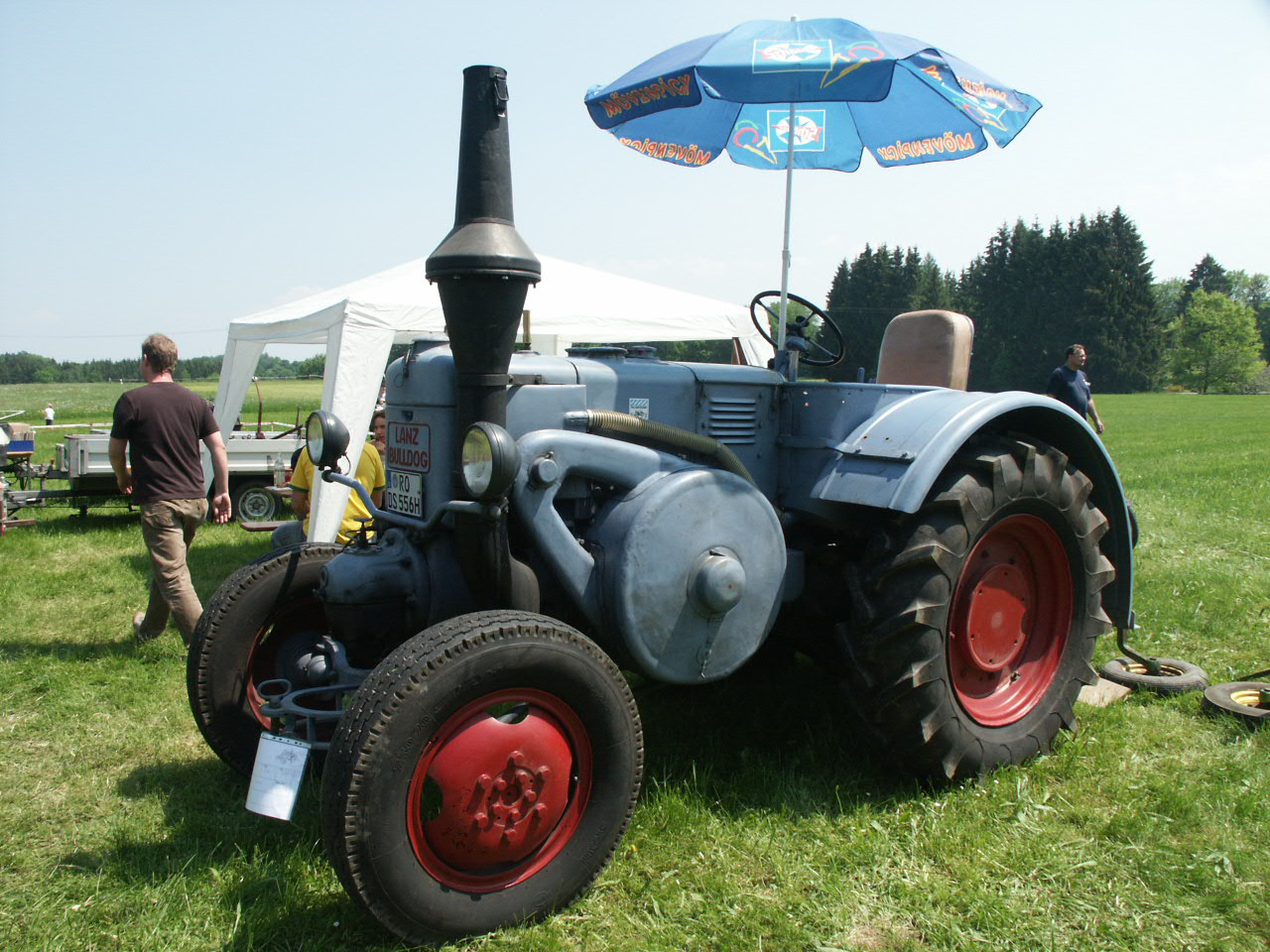
Lanz Bulldog

Fritz Huber (* 8. März 1881 in Wasserburg; † 14. April 1942 in Mannheim) war ein deutscher Konstrukteur und gilt als „Vater des Bulldogs“.

## Leben
Huber entstammt einer alten Technikerfamilie aus Wasserburg in Oberbayern. In München besuchte er erst die Industrieschule, anschließend begann er ein Studium an der dortigen Technischen Hochschule, das er 1903 erfolgreich abschloss. Er arbeitete in Frankreich und in der Schweiz. Nach seiner Rückkehr nach Deutschland bekam er eine Anstellung bei den Grade-Motoren-Werken in Magdeburg, wo er sich dem Bau von hochwertigen Zweitaktmotoren widmete. Außerdem baute er bei den Climax-Werken in Wien die ersten Glühkopfmotoren und verbesserte deren Laufeigenschaften durch regulierbare Einspritzdüsen und verbessertem Massenausgleich. Danach bekam er am 20. September 1916 eine Anstellung bei Karl Lanz in Mannheim. Er konstruierte unter anderem benzinbetriebene Zugmaschinen für die deutsche Armee im Ersten Weltkrieg. Ab etwa 1918 begann er mit der Konstruktion und ab 1921 mit dem Bau des ersten Einzylinder-Glühkopfmotors als Stationärmotor. Es war der Motor für den späteren Bulldog, dem ersten deutschen Schlepper in Blockbauweise und gleichzeitig als Rohölackerschlepper. Bedingt durch die Auswirkungen des Ersten Weltkriegs kam es zu keiner Erprobung dieses Schlepper-Konzeptes. Erst ab 1920 wurde die Entwicklung und der Bau des „Lanz-Bulldogs“ (der den Namen wegen seiner äußeren Ähnlichkeit mit einer Bulldogge bekam) fortgesetzt.
1942 starb Huber an einem Gallenleiden. Der Oberingenieur Lentz wurde sein Nachfolger bei LANZ.
Auf der Kurpfälzer Meile der Innovationen in Mannheim erinnert seit 2022 eine Bronceplatte an seine Konstruktion des Lanz-Bulldog.